# 200 lire
La moneta da 200 lire fu introdotta in Italia nel 1977. Realizzata per la prima volta in Bronzital, presentava un design con la ruota dentata e il profilo allegorico. Rimase in circolazione fino all'arrivo dell'euro nel 2002. Oggi alcune varianti di conio sono ricercate dai collezionisti per il loro valore.

## Repubblica italiana

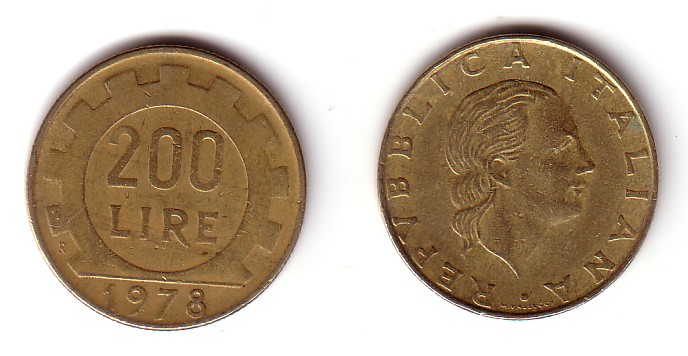
200 lire del 1978

### Lavoro
Dal 1977 venne coniata la prima moneta da 200 Lire utilizzando il Bronzital. Si tratta delle 200 Lire "Lavoro", probabilmente la moneta più riconoscibile di questa serie. L'ingranaggio inciso nella moneta simboleggiava il lavoro e la fondamentale importanza dell’industria nell’Italia dell'epoca.

### Monete commemorative

#### 1980 - Montessori / FAO

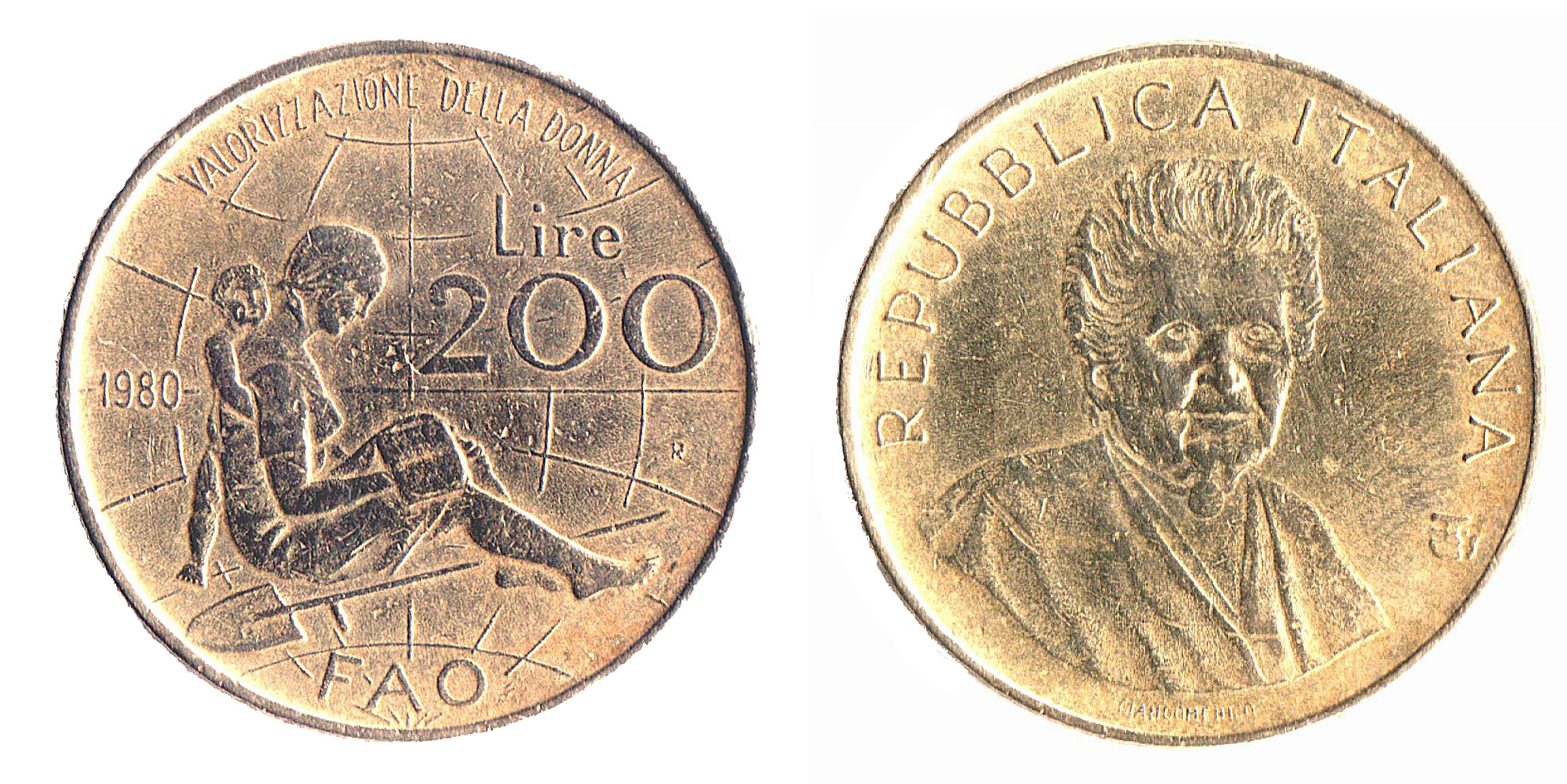
200 lire FAO-Montessori (1980)

Nel 1980 venne coniata la prima fra le monete da duecento lire commemorative, con una tiratura di 48.242.728 pezzi. La 200 Lire 1980 FAO dedicata alla Giornata Internazionale della Donna. Su questa moneta da duecento lire al Dritto è raffigurato il busto di Maria Montessori con in basso la firma dell’incisore Sergio Giandomenico, intorno è incisa la scritta REPUBBLICA ITALIANA. Mentre al Verso si trova l’immagine di una donna con un bambino che leggono un libro, dietro di loro l’anno 1980. Sullo sfondo sono incisi i meridiani e i paralleli terrestri ed una vanga è posta vicino alla donna. Sono presenti inoltre l’indicazione del valore e le scritte VALORIZZAZIONE DELLA DONNA in alto e FAO in basso.

#### 1981 - FAO  / Villa Lubin

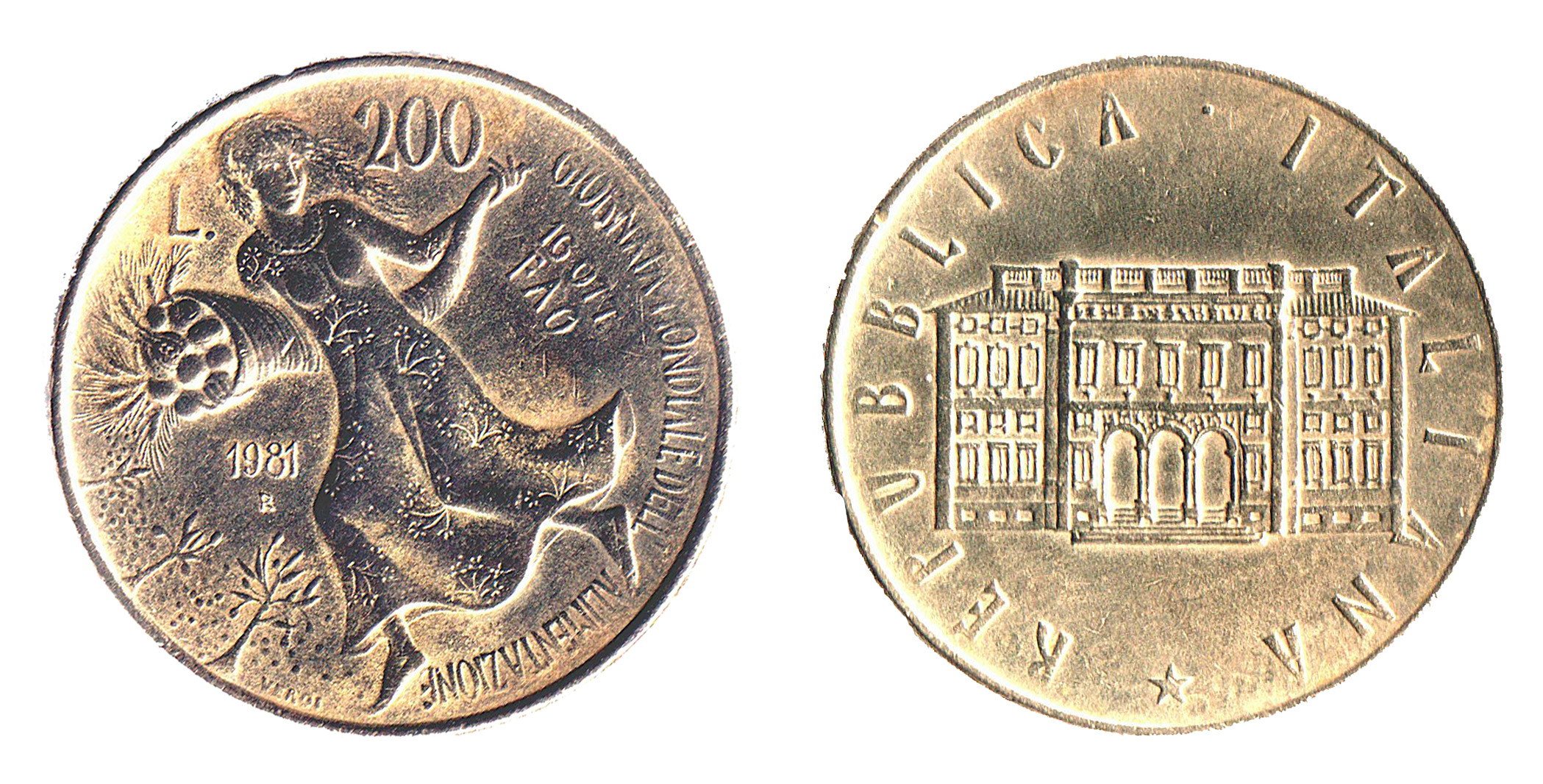
200 lire FAO-Villa Lubin (1981)

Coniata in occasione della prima giornata mondiale dell'alimentazione (16 ottobre 1981). Sul retro è raffigurata Villa Lubin, già sede dell'Istituto internazionale di agricoltura (IIA), precursore dell'Organizzazione delle Nazioni Unite per l'alimentazione e l'agricoltura (FAO) ed attuale sede del Consiglio nazionale dell'economia e del lavoro (CNEL).

#### 1989 - Arsenale Militare Marittimo di Taranto

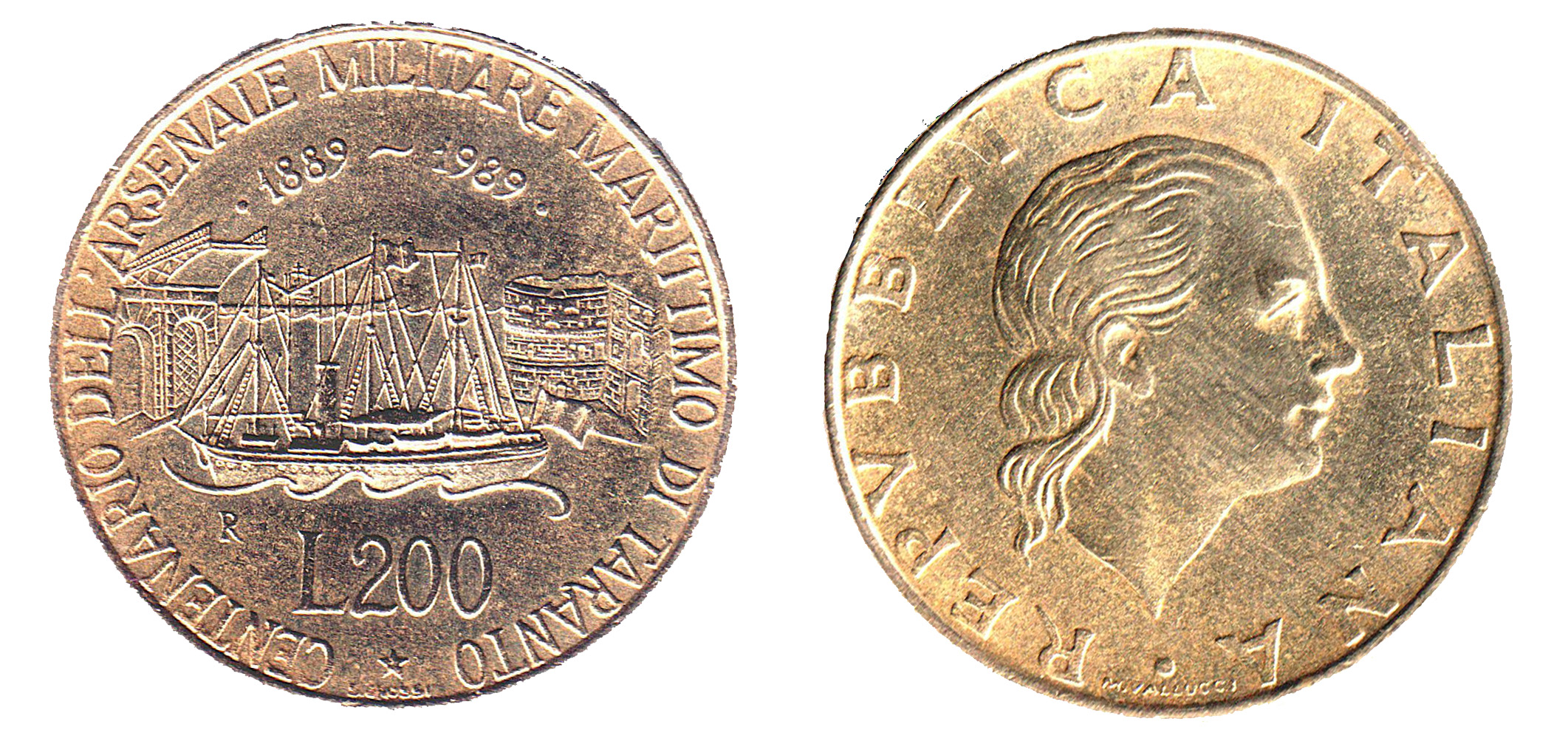
200 lire commemorative Arsenale Militare Marittimo di Taranto (1889-1989)

Bisogna attendere il 1989 per trovare una nuova moneta da 200 lire commemorativa in bronzital. La 200 Lire 1989 Arsenale di Taranto fu emessa in occasione del primo centenario dell’Arsenale militare marittimo di Taranto. Al verso di questa moneta è rappresentato il veliero «Amerigo Vespucci» e gli edifici dell’Arsenale di Taranto. Sopra il disegno ci sono le date 1889–1989 e sull’esterno la scritta CENTENARIO DELL’ARSENALE MILITARE MARITTIMO DI TARANTO.

#### 1990 - Consiglio di stato

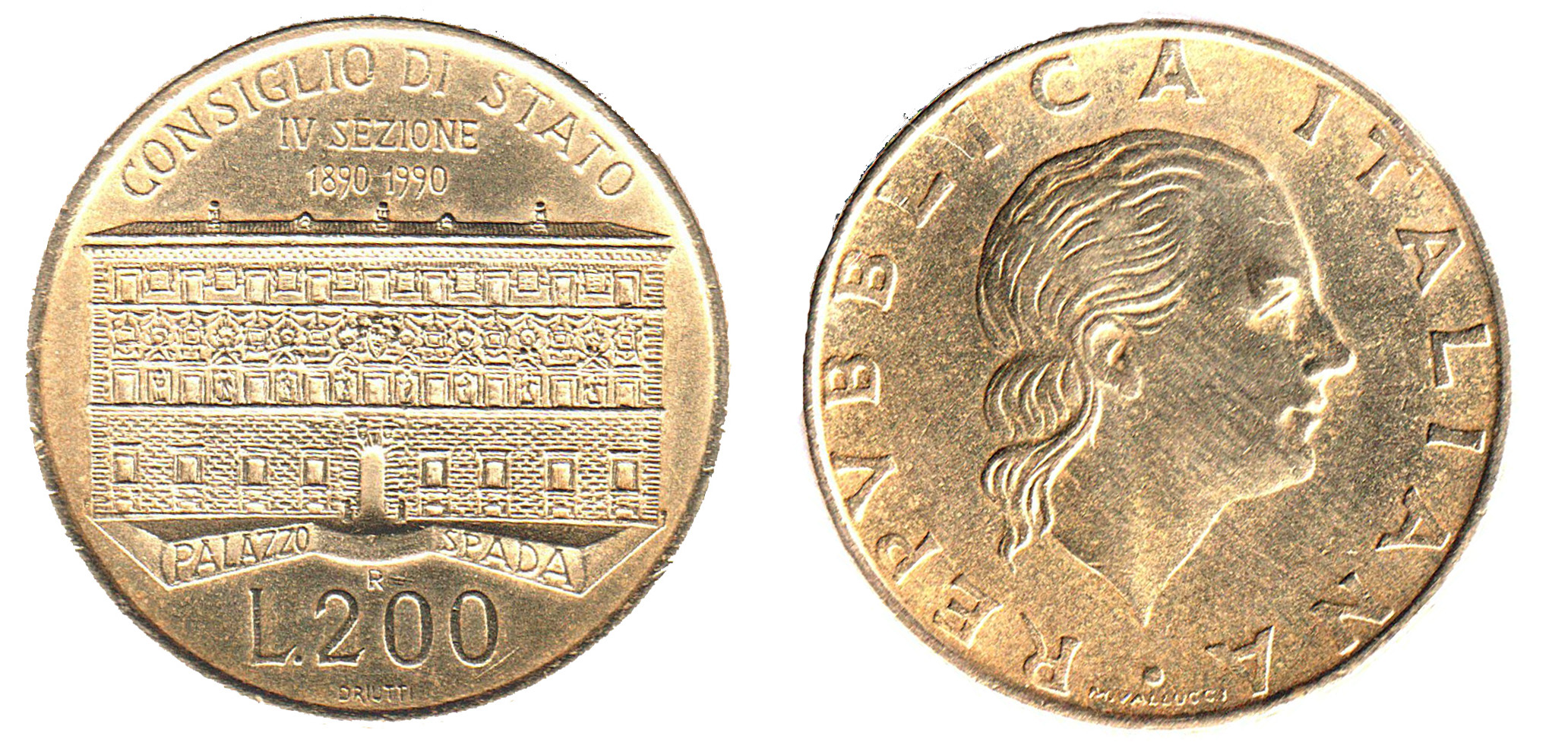
200 lire Consiglio di Stato 1990

Nel 1990, in occasione del centenario della IV sezione del Consiglio di Stato, viene emessa una nuova moneta commemorativa da duecento lire in bronzital. Al Verso c’è incisa la sede del Consiglio di Stato, Palazzo Spada e le scritte CONSIGLIO DI STATO in alto, IV SEZIONE e 1890-1990 al centro sopra il tetto del palazzo, L. 200 in basso al centro con sopra la R della Zecca di Roma e sotto la firma dell’incisore DRIUTTI.

#### 1992 - Genova '92

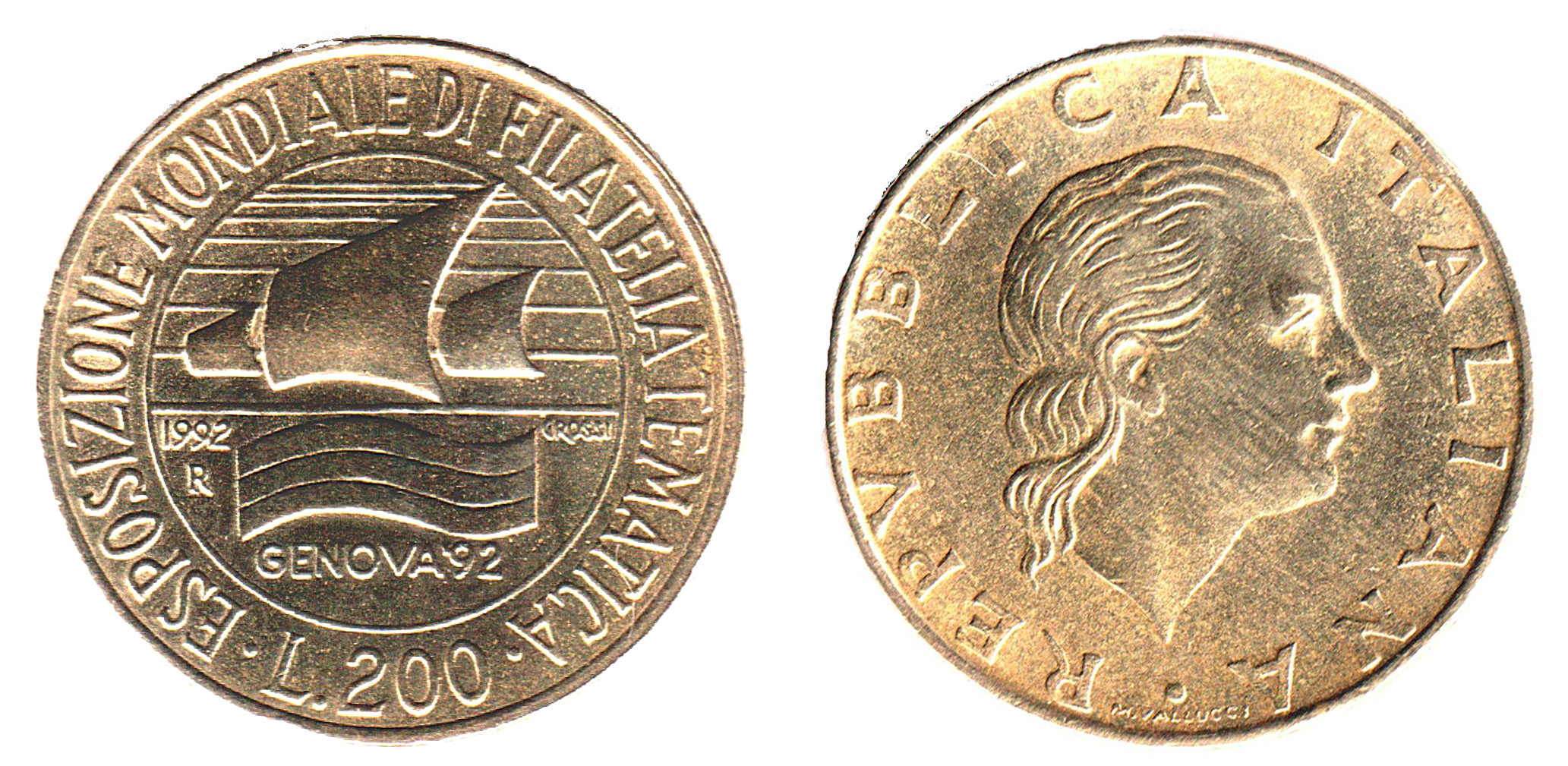
200 lire commemorative dell'Esposizione Mondiale di Filatelia Tematica (Genova 1992)

Per celebrare l’Esposizione mondiale di Filatelia tematica di Genova, nel 1992 viene emessa una nuova moneta commemorativa, la 200 lire 1992 Filatelia Tematica.

#### 1993 - Aeronautica militare

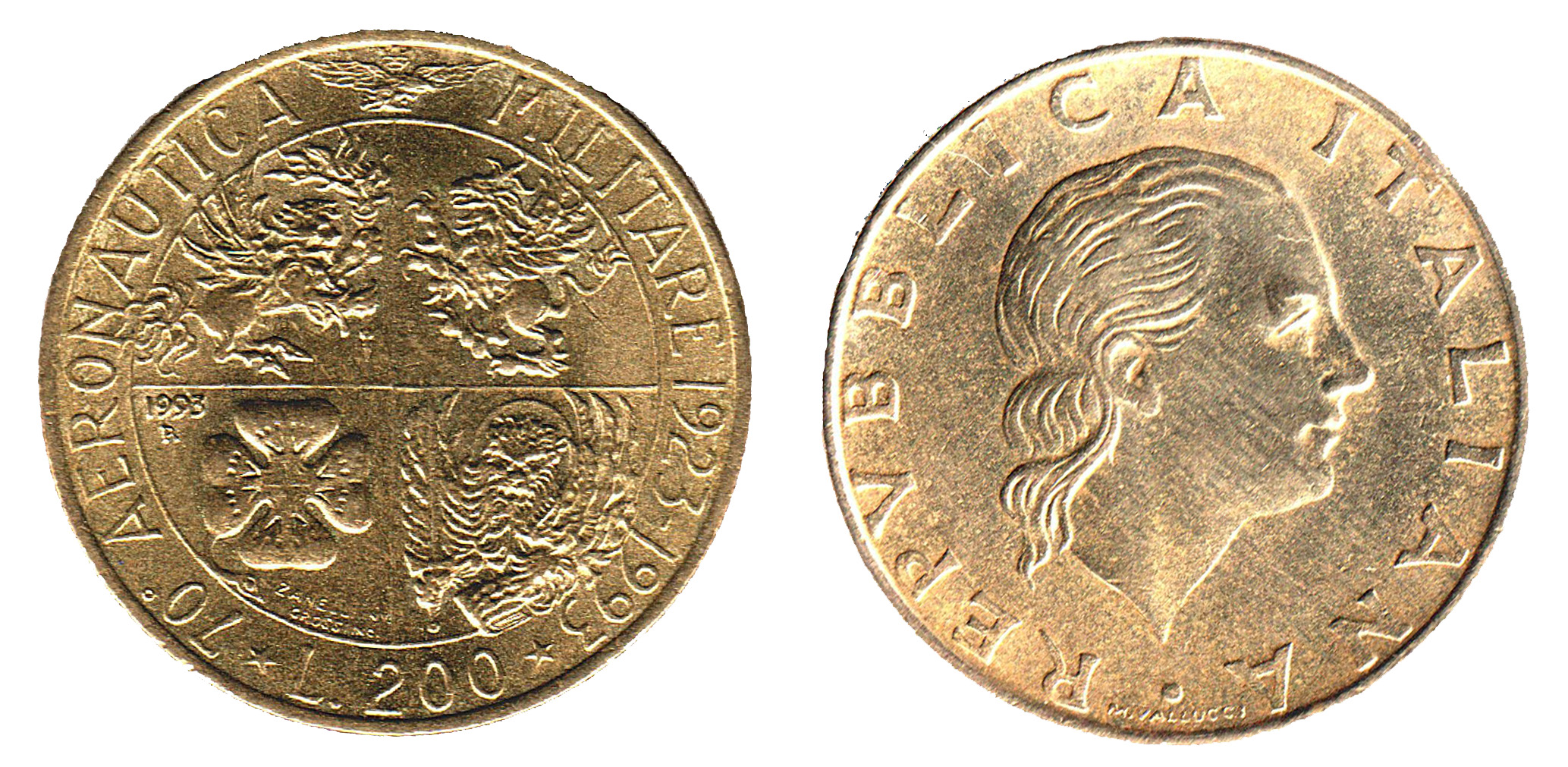
200 lire anniversario Aeronautica Militare (1923-1993)

#### 1994 - Carabinieri

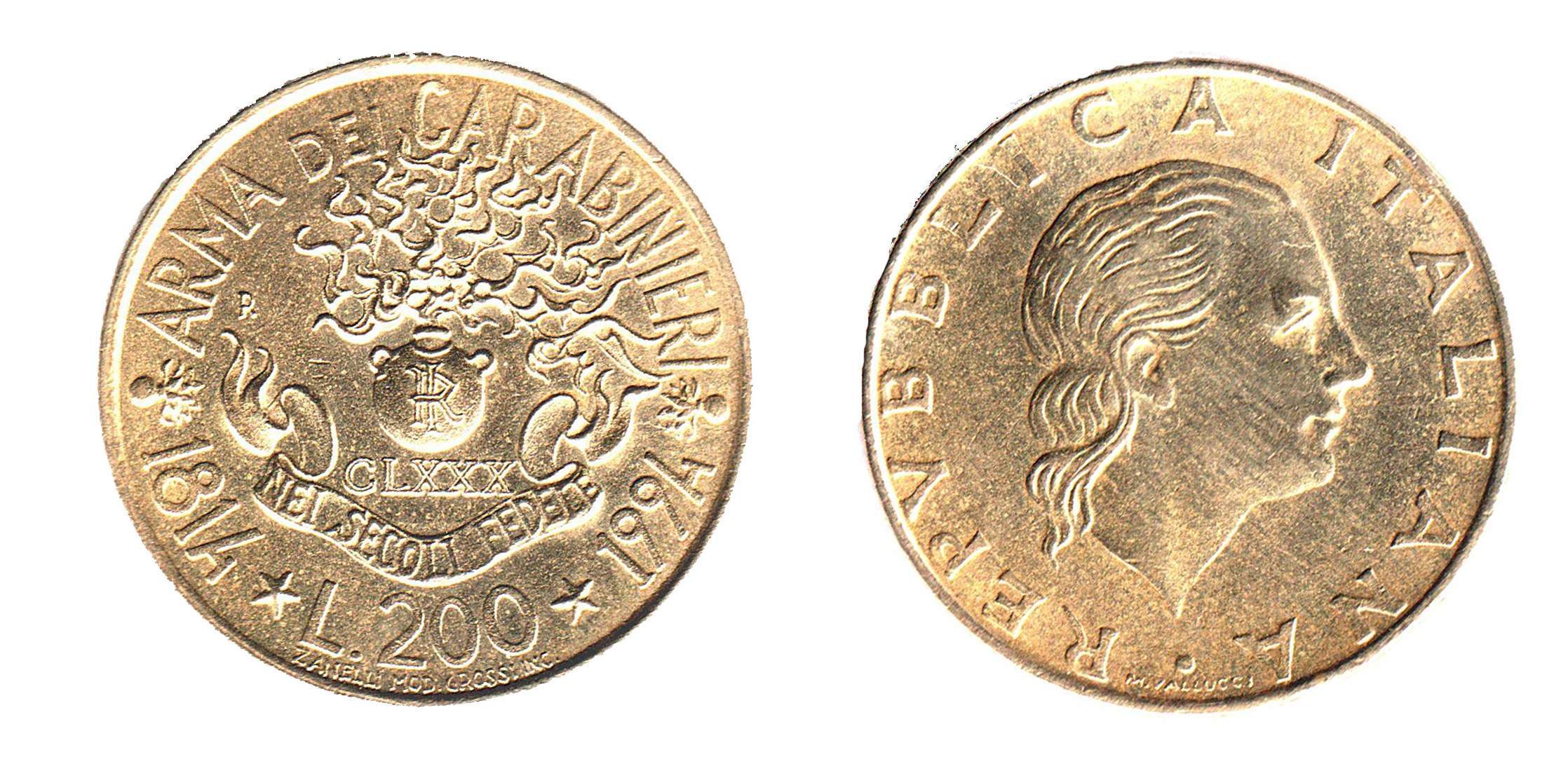
200 lire commemorative dell'arma dei carabinieri del 1994

#### 1996 - Guardia di Finanza

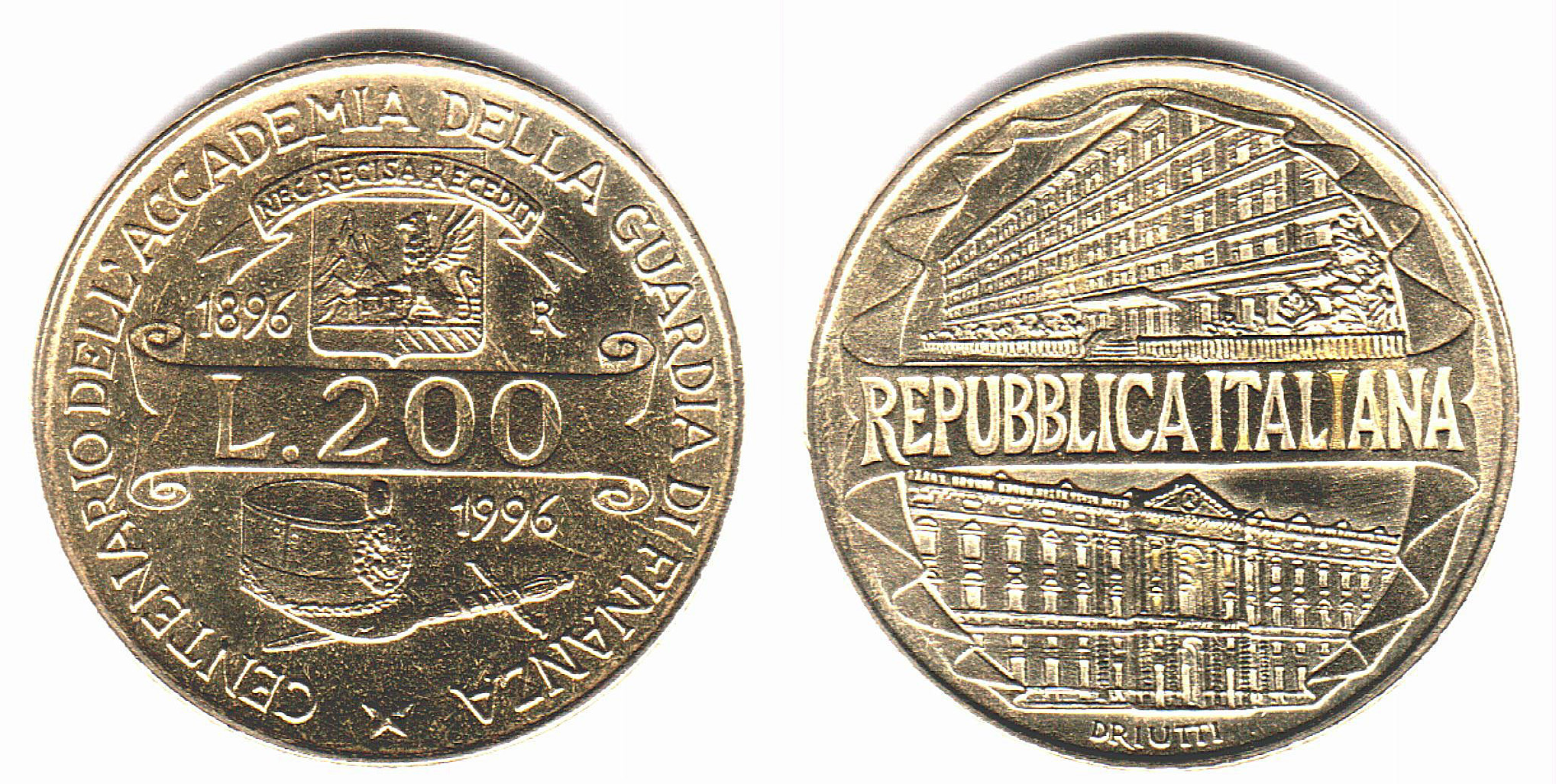
200 lire centenario Guardia di Finanza (1896-1996)

#### 1997 - Lega navale italiana

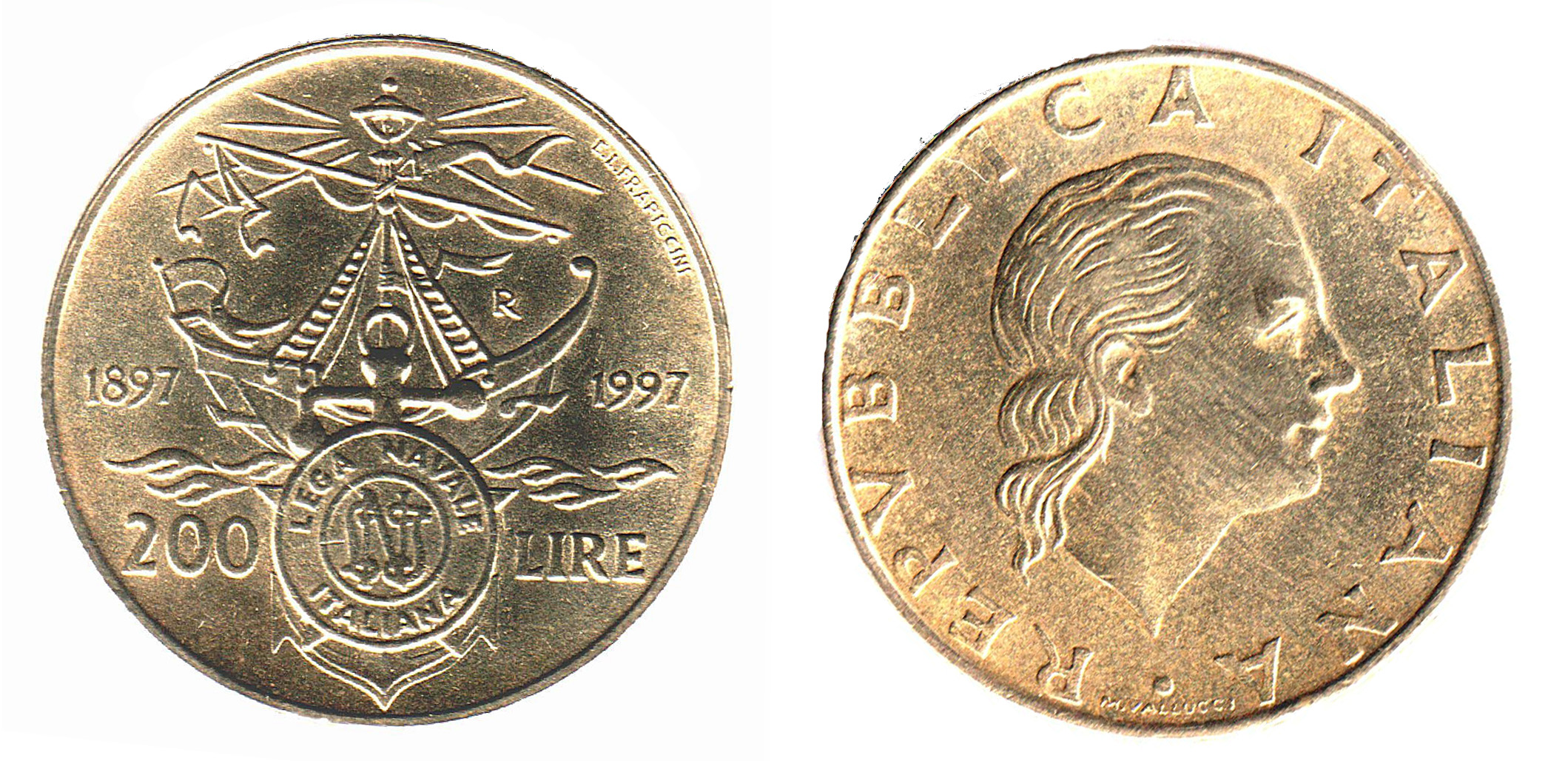
200 lire commemorative della Lega Navale Italiana (1897-1997)

#### 1999 - Tutela del patrimonio artistico - Carabinieri

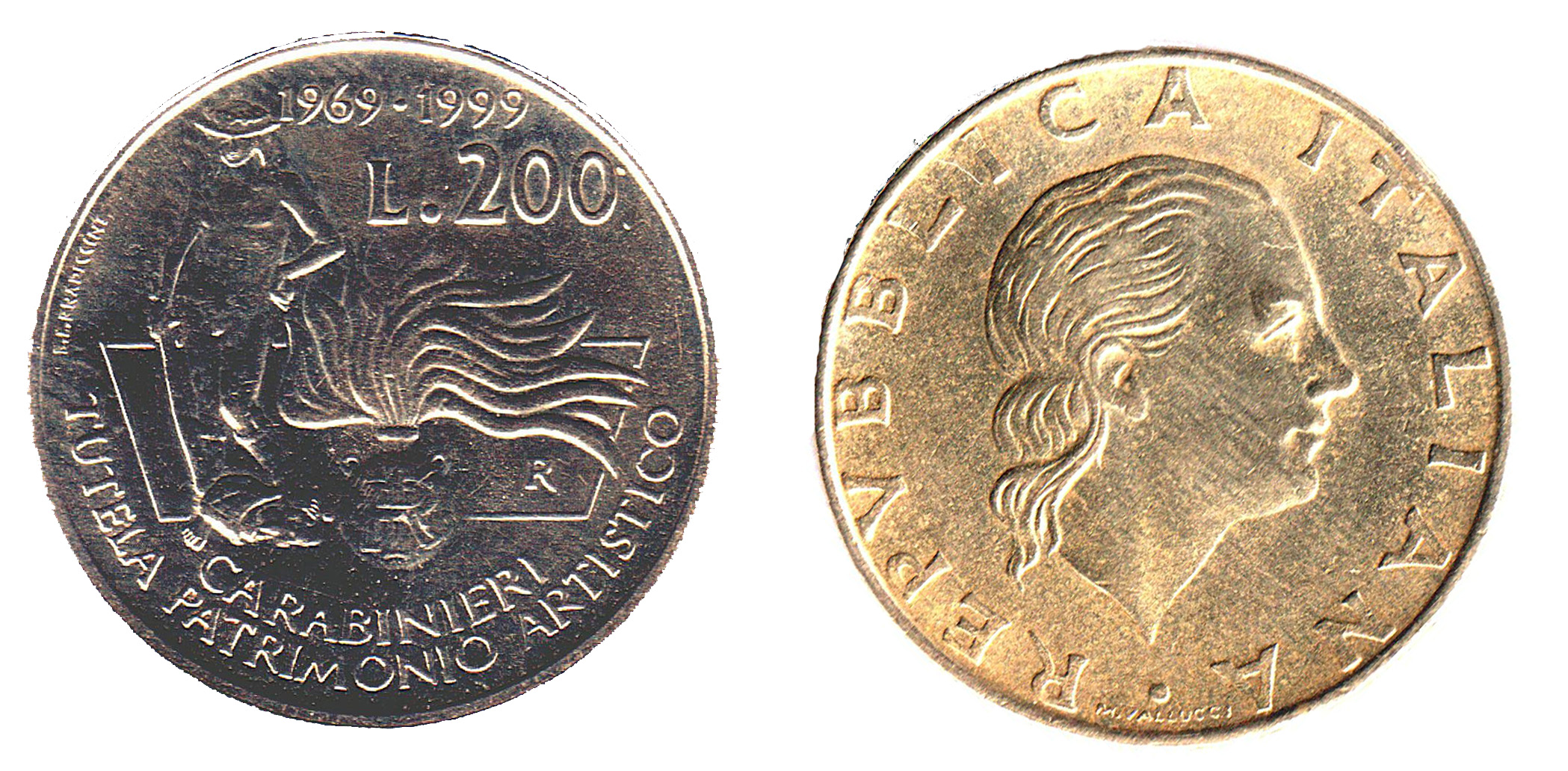
200 lire Carabinieri-Tutela del Patrimonio Artistico (1969-1999)